# Regensburger Teilungsvertrag
Der Regensburger Teilungsvertrag kam zustande, als die Hohenzollern 1541 die Grenzen zwischen ihren Fürstentümern Ansbach und Kulmbach neu festlegten. Diese beiden Territorien waren entstanden, als 1486 die Burggrafschaft Nürnberg (die fränkischen Stammlande der Hohenzollern) entsprechend der Dispositio Achillea aufgeteilt worden war.
Die Burggrafschaft Nürnberg hatte hauptsächlich aus dem untergebirgischen Land um Ansbach und dem obergebirgischen Land um Kulmbach und Bayreuth bestanden (der Begriff Gebirge bezog sich dabei auf das Muggendorfer Gebirge – die damals übliche Bezeichnung der Fränkischen Schweiz).

Bei der 1486 vorgenommenen Landesteilung war aus dem untergebirgischen Gebietsteil das Fürstentum Ansbach gebildet worden, während mit dem zweiten Teil das Fürstentum Kulmbach geschaffen worden war. Diese Teilung hatte allerdings nur die geografischen Gegebenheiten berücksichtigt, nicht jedoch die wirtschaftliche Ertragskraft der beiden neuen Fürstentümer. Durch die Kargheit des obergebirgischen Landes waren die dort erzielten Einkünfte nämlich deutlich geringer, als im fruchtbareren untergebirgischen Land. Der Regensburger Teilungsvertrag beseitigte dieses Ungleichgewicht und schuf zwei ökonomisch gleichwertige Territorien. Dazu wurden einige untergebirgische Gebiete (hauptsächlich um Erlangen und Neustadt a. d. Aisch) endgültig an das Fürstentum Kulmbach angegliedert (nachdem sie bereits vorher zeitweilig von der Residenz Kulmbach aus regiert worden waren). Als Bemessungsgrundlage für die gleichmäßige Aufteilung wurden dabei die durchschnittlichen Einnahmen der Jahre 1533 bis 1539 herangezogen.
Ein weiterer Passus des Vertrages betraf die Unteilbarkeit der Mark Brandenburg. Diese war bereits in der Dispositio Achillea formuliert worden und wurde nun als dauerhafte gültige Regelung festgeschrieben.
Der Anlass für den 23. Juli 1541 abgeschlossenen Regensburger Teilungsvertrag war die Regierungsübernahme von Albrecht Alcibiades im Fürstentum Kulmbach. Albrecht Alcibiades war nach dem frühen Tod seines Vaters Kasimir von Brandenburg-Kulmbach von seinem Onkel und Vormund Georg dem Frommen erzogen worden, der für die Zeit seiner Minderjährigkeit auch die Regentschaft im Kulmbacher Landesteil übernommen hatte. Nachdem Albrecht Alcibiades volljährig geworden war, einigte er sich mit seinem Onkel im Regensburger Teilungsvertrag in einvernehmlicher Weise auf die neuen Grenzen seines Fürstentums.